# John von Neumann
John von Neumann (născut János Lajos Neumann ; n. 28 decembrie 1903, Budapesta, Austro-Ungaria – d. 8 februarie 1957, Walter Reed Army Medical Center⁠(d), District of Columbia, SUA) a fost un matematician american evreu de origine austro-ungară cu importante contribuții în fizica cuantică, analiza funcțională, teoria mulțimilor, topologie, economie, informatică, analiza numerică, hidrodinamica exploziilor, statistică și în multe alte domenii ale matematicii, fiind unul din cei mai importanți matematicieni din istorie.

## Biografie
Familia sa a fost înnobilată în anul 1913, cu numele Margittai, „de Marghita”. În anul 1925 a obținut diploma de inginer la ETH Zürich.
Von Neumann a fost un pionier al aplicațiilor teoriei operatorilor în mecanica cuantică, membru al Proiectului Manhattan și al Institutului pentru Studii Avansate de la Princeton (fiind unul din primii savanți aduși — un grup numit uneori „semizeii”), și co-creator al teoriei jocurilor și a conceptelor din automatele celulare și constructorul universal. Împreună cu Edward Teller și Stanislaw Ulam, von Neumann a rezolvat probleme cheie din teoria fizicii nucleare implicată în reacțiile termonucleare și bomba cu hidrogen.
În 1930, Neumann a început să lucreze la teoria calculabilității, un domeniu al matematicii care se ocupă cu studiul modalităților prin care calculele pot fi efectuate de către mașini. El a dezvoltat conceptul de mașină universală de calcul, care a devenit unul dintre pilonii teoriei calculabilității.
Von Neumann a realizat că, folosind capacitățile calculatoarelor pentru a efectua operații matematice complexe fără intervenția umană, poate extinde domeniul aplicațiilor metodelor numerice la sisteme de ecuații liniare mai complexe și la ecuațiile diferențiale parțiale.
În 1945, Neumann a fost unul dintre membrii fondatori ai proiectului ENIAC, primul calculator electronic programabil din lume. Tot în 1945, von Neumann a scris o carte intitulată "First Draft of a Report on the EDVAC", care a descris un model general pentru un calculator electronic digital programabil (EDP), un precursor al modernelor calculatoare. Acest model a devenit cunoscut sub numele de "arhitectura von Neumann" și a rămas în mare parte neschimbată în calculatoarele moderne.